# Renard (Stravinski)
Renard, Histoire burlesque chantée et jouée (La guineu: conte burlesc cantat i tocat) és una òpera-ballet de cambra en un acte amb música d'Ígor Stravinski, escrita el 1916. El text en rus és basat en contes folklòrics russos de la col·lecció d'Aleksandr Afanàsiev.
El nom rus íntegre de la peça és: Ба́йка про лису́, петуха́, кота́, да барана́. Весё́лое представле́ние с пе́нием и му́зыкой – (La rondalla de la guineu, el gall, el gat i la cabra. Una burlesque per a l'escena amb cant i música).

## Història
L'abril de 1915 Winnaretta Singer, coneguda com la Princesse Edmond de Polignac, va encarregar Stravinski una peça que pogués interpretar al seu saló, pagant al compositor 2.500 francs suïssos. L'obra es va acabar a Morges (Suïssa) en 1916, i el mateix Stravinski va fer un pla escènic, intentant evitar qualsevol semblança amb les convencions operístiques. Va crear més aviat una nova forma de teatre, al qual la dansa acrobàtica es relaciona amb el cant, i la narració amb l'acció musical. No obstant això, la peça mai es va estrenar al saló de la princesa, i no es va representar fins a l'any 1922.
L'estrena (en programa doble amb la seva òpera Mavra) va tenir lloc el 18 de maig de 1922 pels Ballets Russos al Théâtre de l'Opéra de París, sota la direcció del director suís Ernest Ansermet; la coreografia va ser de Bronislava Nijinska i els decorats i vestuari de Mikhaíl Larionov. Stravinski va quedar satisfet amb "l'acrobàtic Renard [de Nijinska], que coincidia amb les meves idees... Renard era també una autèntica sàtira russa. Els animals saludaven com l'Exèrcit Rus (a Orwell li hauria agradat això), i hi havia sempre un significat subjacent en els seus moviments."
El 1929 Diàghilev va representar una reposició amb els Ballets Russos i coreografia de Mikhaïl Fokin. "Va quedar arruïnada sobretot per alguns malabaristes que Diàghilev havia manllevat d'un circ". Stravinski va lamentar el rebuig de Chagall d'un encàrrec per fer els decorats.

## Argument
Aquesta és una història moralitzadora, un conte de granja sobre la guineu Reynard qui enganya al gall, al gat i al carner, però al final l'agafen i el castiguen. La guineu enganya i captura al gall dues vegades, només perquè sigui rescatat cada vegada pel gat i el carner. Després del segon rescat del gall, el gat i el carner escanyen a la guineu, i aquests tres amics canten i ballen. També conté una lleugera ironia en relació amb la religió i l'església – per tornar-se invulnerable la guineu usa l'hàbit negre d'una monja (les monges gaudien del privilegi de la inviolabilitat a Rússia).
Com va passar més tard amb les seves Noces (o, en rus: Свадебка, 1914–17) Stravinski emprà aquí als cantants com a part de l'orquestra, i les parts vocals no s'identifiquen amb personatges específics.

## Enregistraments
L'ordre dels intèrprets és el següent: director d'orquestra / gall (tenor) / guineu (tenor) / gat (baix) / cabra (baix) – any d'enregistrament - segell discogràfic
- Craft – Hess/Harmon/Galjour/Lishner – 1950 – Dial
- Ansermet – Sénéchal/Cuénod/Depraz/Rehfuss – 1956 – Decca
- Boulez – Giraudeau/Devos/Rondeleux/Depraz – 1961 – Disques Adès
- Stravinsky – Shirley/Driscoll/Murphy/Gramm – 1962 – Columbia
- Ansermet – English/Mitchinson/Glossop/Rouleau – 1964 – Decca
- Dutoit – Blazer/Tappy/Huttenlocher/Bastin – 1973 – Erato
- Mihály – Keönch/Gulyás/Polgár/Bordás – 1979 – Hungaroton
- Dunand – Marchisio/Blazer/Brodard/Loup – 1982 – Rencontre
- Chailly – Jenkins-N/Langridge/Hammond-Stroud/Lloyd – 1985 – Decca
- Salonen – Aler/Robson/Wilson-Johnson/Tomlinson – 1990 – Sony
- Ziegler – Harrhy/Hetherington/Donnelly/Cavallier – 1991 – ASV
- Craft – Baker-T/Martin-D/Evitts/Pauley – 1993 – MusicMasters 67110-2
- Wolff – Aler/Kelley/Opalach/Cheek – 1994 – Teldec
- Conlon – Caley/Grivnov/Naouri/Mikhailov – 1999 – EMI
- Craft – Aler/Spears/Evitts/Pauley – 2005 – Naxos